# Agnières-en-Dévoluy
Agnières-en-Dévoluy is een plaats en een voormalige gemeente in het Franse departement Hautes-Alpes in de regio Provence-Alpes-Côte d'Azur en telt 212 inwoners (1999). De plaats maakt deel uit van het arrondissement Gap.

## Geschiedenis
Tot 1 januari 2013 was Agnières-en-Dévoluy een zelfstandige gemeente. Op die datum werd het met La Cluse, Saint-Disdier en Saint-Étienne-en-Dévoluy samengevoegd tot de commune nouvelle Dévoluy. De voormalige gemeenten kregen de status van commune déléguée maar na de verkiezingen van maart 2014 werd besloten deze status op te heffen.

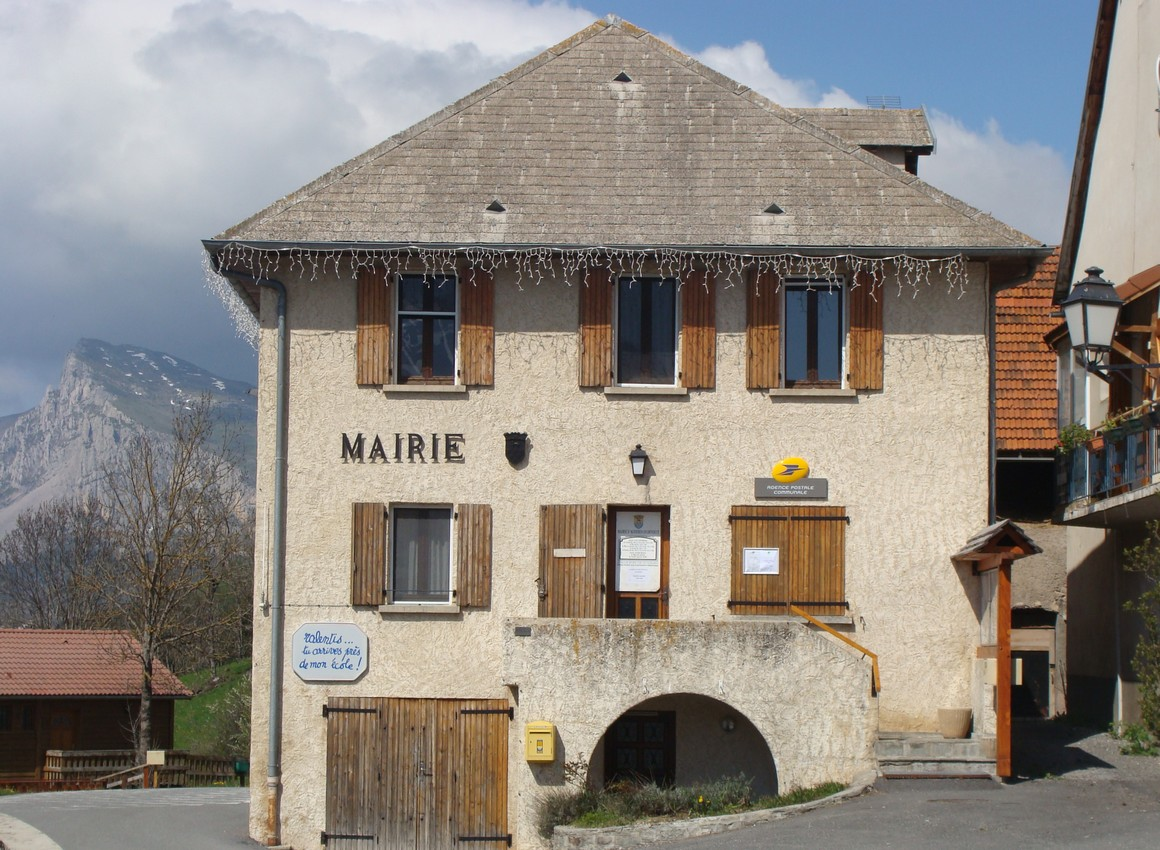
Voormalige mairie van Agnières

## Geografie
De oppervlakte van Agnières-en-Dévoluy bedraagt 33,2 km², de bevolkingsdichtheid is 6,4 inwoners per km².
De onderstaande kaart toont de ligging van Agnières-en-Dévoluy met de belangrijkste infrastructuur en aangrenzende gemeenten.

## Demografie
Onderstaande figuur toont het verloop van het inwonertal.
Vanwege een beveiligingsprobleem met de MediaWiki Graph-software is het momenteel niet mogelijk deze grafiek weer te geven. Zodra de software is bijgewerkt zal de grafiek vanzelf weer zichtbaar worden.
Agnières-en-Dévoluy · La Cluse · Saint-Disdier · Saint-Étienne-en-Dévoluy